# Marc Lefebvre-Meuret
Marc Robert Ghislain Lefebvre, dit Lefebvre-Meuret, né à Tournai le 8 mai 1788 et mort à Bruxelles le 14 avril 1843, est un industriel et homme politique belge.

## Biographie
Marc Lefebvre est le fils de Pierre François Piat Lefebvre, manufacturier en tapis, maître orfèvre et banquier, conseiller communal à Tournai, et de Robertine Boucher (sœur de Pierre Gabriel Boucher-Lefebvre). Il est un parent du baron Léopold Lefebvre. Marié avec Louise Meuret, fille de Nicolas Hyacinthe Meuret et de Julie Charlotte Josèphe de Nœufbourg, il est l'ancêtre de Mgr André Lefebvre.
Impliqué dans l'industrie familiale à partir de 1809, il est également exploitant et propriétaire des mines de charbon de Belle-Vue à Elouges et à Thulin. Il cofonde la Société des Ateliers de Construction de Machines et Mécaniques de Boussu et devient directeur de la Société des Hauts Fourneaux du Borinage à Mons en 1841.
Également banquier, il dirige la banque Lefebvre-Meuret.
À la suite de la révolution belge, il devient commissaire de l'arrondissement de Tournai en 1830. En 1831, il est élu sénateur du district de Roulers et occupe ce mandat jusqu'en 1839.
Sous son mandat de sénateur belge, Marc Robert Ghislain Lefebvre-Meuret devient l'actionnaire majoritaire du journal d'opposition français Le Bon Sens, dirigé par Victor Rodde (1792-1835) puis par Louis Blanc (1811-1882).

## Fonctions et mandats
- Commissaire de l'arrondissement de Tournai : 1830
- Membre du Sénat belge : 1831-1839

## Sources
- Julienne LAUREYSSENS, Industriële naamloze vennootschappen in België, 1819-1857, Leuven, 1975.
- Jean-Luc DE PAEPE & Christiane RAINDORF-GERARD, Le Parlement belge, 1831-1894, Brussel, 1996.